# Démétrios II (roi de Bactriane)
Pour les articles homonymes, voir Démétrios.
Démétrios II est un roi gréco-bactrien qui a régné d'environ 175 à 165 av. J.-C. On sait peu de choses sur lui et il existe plusieurs opinions parmi les historiens modernes sur ses origines et sur ses attributions. Contrairement à la plupart de ses contemporains, il ne porte pas d'épithète.

## Biographie
Malgré son nom qui laisserait penser qu'il est peut-être un fils de Démétrios Ier, son origine familiale n'est pas clairement établie. Il succède à Antimaque Ier en Bactriane vers 175 av. J.-C., tandis qu'Antimaque II règne sur les territoires indiens. Mécontent de cette dyarchie, il aurait ensuite conquis les territoires indiens. D'après Justin qui l'appelle probablement par erreur « Démétrios roi des Indiens », il aurait été vaincu par Eucratide. 
Certains historiens considèrent qu'il a régné vers 175-170, d'autres affirment qu'il a régné d'environ 175 à 140. La première datation est étayée par le fait qu'aucune pièce de monnaie de Démétrios II n'ait été trouvée dans les ruines d'Aï Khanoum qui a probablement été détruite sous le règne d'Eucratide. 

## Monnayage

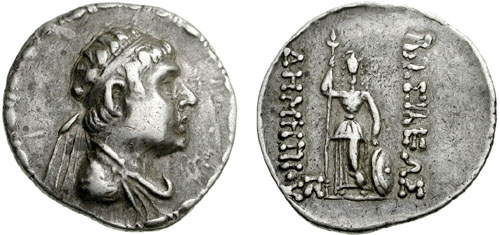
Monnaie à l'effigie de Démétrios II avec au revers Athéna et la légende « du roi Démétrios ».

Démétrios II a émis des monnayages exclusivement gréco-bactriens. Il n'a émis que de l'argent et surtout des tétradrachmes, comme l'ont fait les derniers rois gréco-bactriens. L'avers montre un portrait avec diadème, avec au revers une Athéna debout tenant une lance. Il est dépeint comme un jeune homme, bien que ses traits diffèrent considérablement selon les différentes monnaies. Plusieurs pièces sont frappées de manière grossière, suggérant qu'il ait pu utiliser de frappes temporaires.